# Vorwerk (poule)

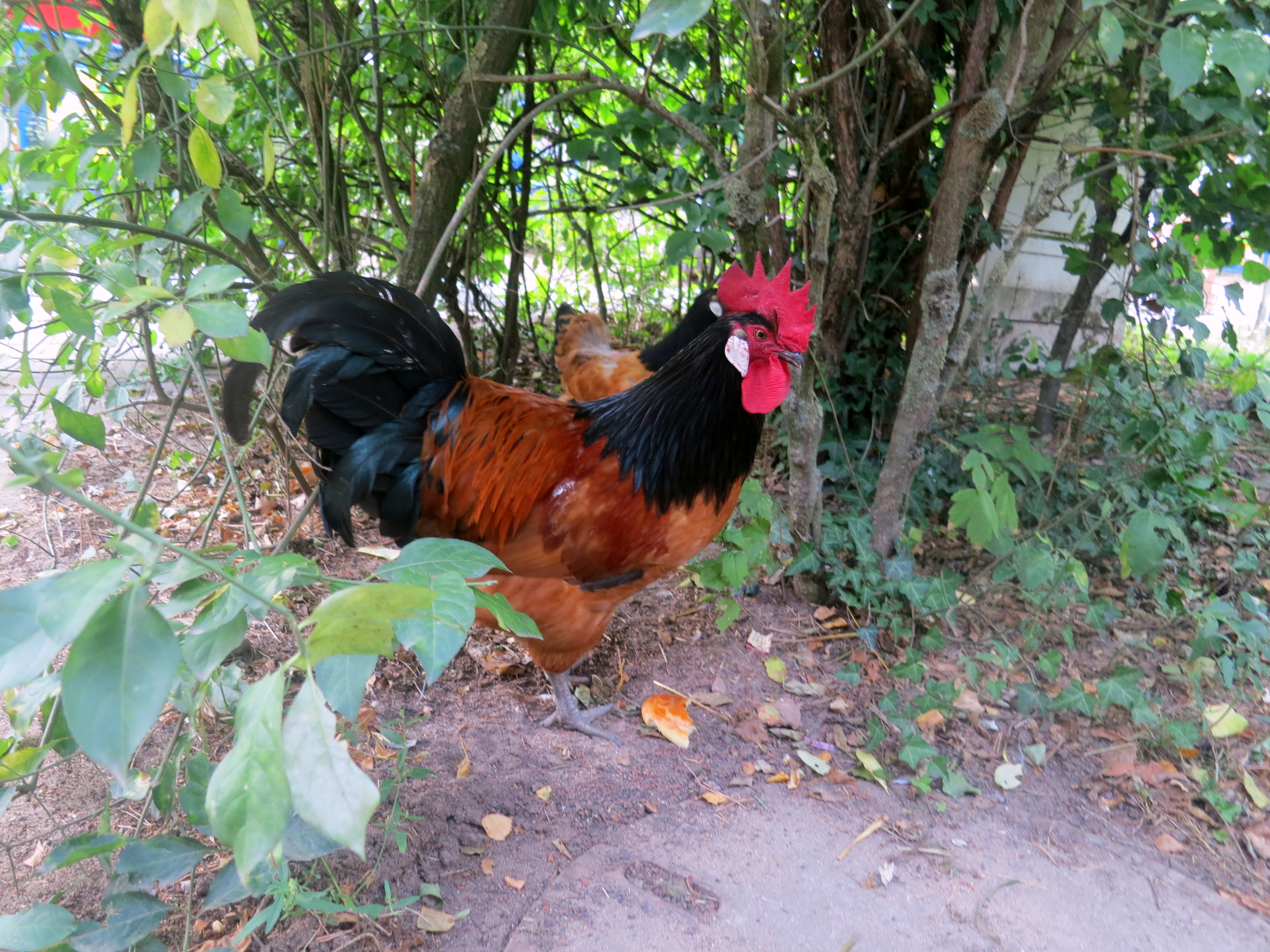
Coq vorwerk

La vorwerk est une race de poule domestique allemande, dénommée ainsi d'après son créateur Oskar Vorwerk au début du XXe siècle.

## Description
C'est une volaille vigoureuse du type fermier, vive, pas furtive, de forme arrondie, au port plutôt profond que haut et à l'ossature fine. Même dessin chez les deux sexes.

### Histoire
Originaire d'Allemagne, elle fut sélectionnée après 1900 à Hambourg à partir de la lakenvelder, de l'orpington, de la ramelsloher et de l'andalouse. L'objectif d'Oskar Vorwerk était de créer une race utilitaire à partir de la lakenvelder, mais de changer son plumage blanc-argenté en fauve pour éviter que leur plumage ne devienne gris à cause des mines de charbons présentes dans la région à cette époque. Cette nouvelle race se diffuse après 1912 en Saxe, en Thuringe et en Silésie.
Elle est reconnue officiellement en Allemagne en 1919. Cependant une triste destinée l'attend après 1945 dans une Allemagne ruinée. La race est presque éteinte et il faut rapidement la reconstituer à partir des spécimens survivants. Elle se diffuse alors en Europe et aux États-Unis, où elle est nommée « Golden Lakenvelder »; cependant l'American Poultry Association ne la reconnaît pas, reconnaissant seulement sa version naine créée aux États-Unis.

### Standard

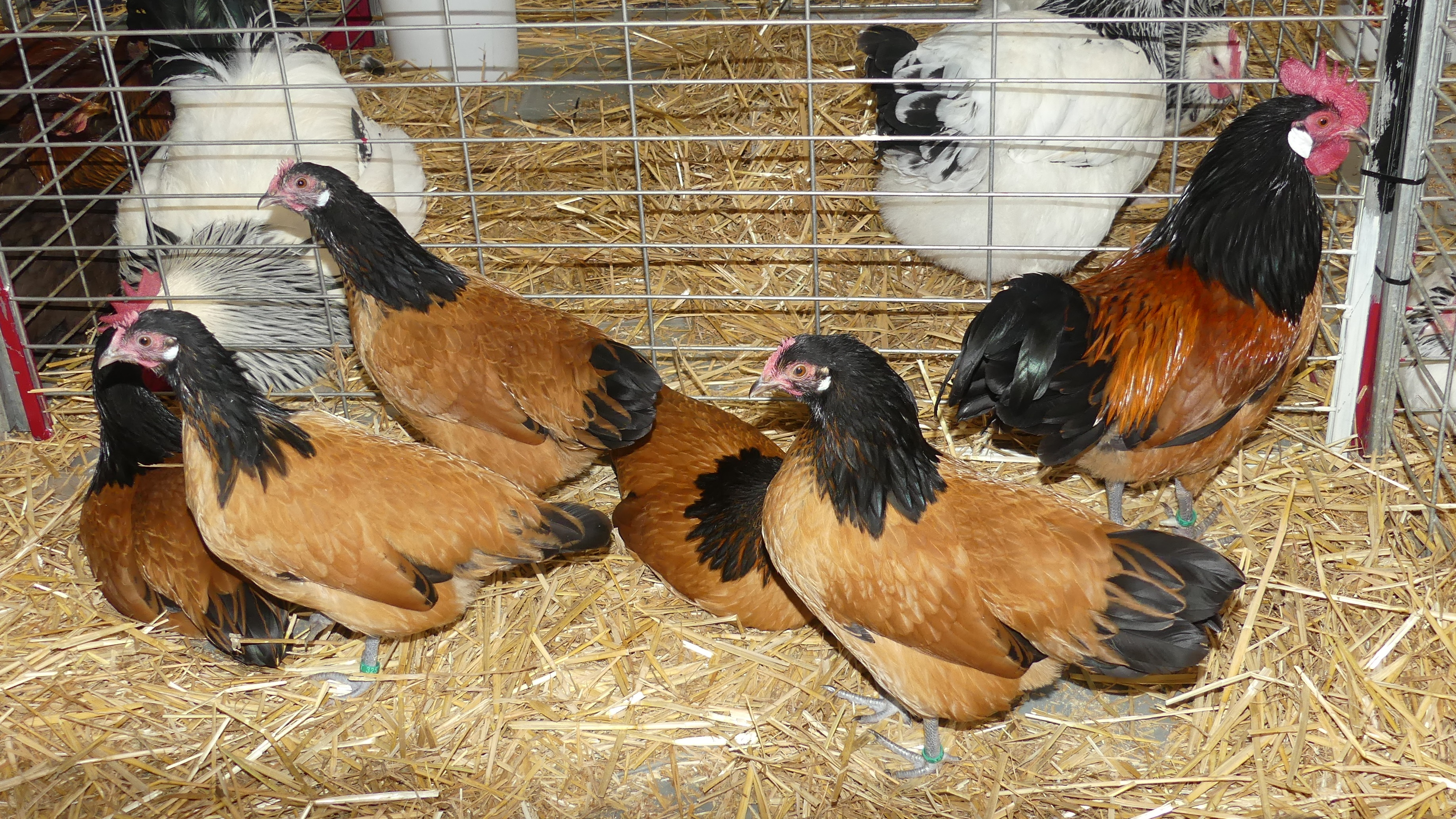
Vorwerk naine à dessin noir

#### Aspect général
Volaille de taille moyenne, de forme rectangulaire arrondie.
Caractéristiques du coq
- Crête : simple
- Barbillons : moyens arrondis, rouges
- Oreillons : blancs
- Face : rouge avec léger duvet
- Couleur des yeux : iris rouge-orangé
- Bec : de longueur moyenne, de couleur gris-bleu à corne
- Cou : de taille moyenne, avec camail abondant
- Dos : de longueur moyenne, large, légèrement incliné
- Selle : fournie
- Poitrine : large et bien arrondie, profonde
- Abdomen : large et plein
- Ailes : courtes biens serrées, portées hautes
- Queue : de taille moyenne, légèrement ouverte, faucilles arquées, portée mi-haute
- Cuisses : charnues, peu apparentes
- Tarses : de tailles moyennes, fins et lisses, de couleur bleu ardoise
- Plumage : Collé au corps, plumes molles, arrondies, sans bouffant

Caractéristiques de la poule
Coloris et caractéristiques semblables au coq, compte tenu des différences sexuelles.
- Variétés de plumage : à dessin noir, à dessin bleu

#### Grande race
- Masse idéale : Coq : 2,5 à 3 kg ; Poule : 2 à 2,5 kg
- Œufs à couver : min. 55 g, coquille jaunâtre
- Diamètre des bagues : Coq : 20 mm ; Poule : 18 mm [2]

#### Poule naine
- Masse idéale : Coq : 900 g ; Poule : 700 g
- Œufs à couver : min. 35 g, coquille blanche à crème
- Diamètre des bagues : Coq : 12 mm ; Poule : 10 mm